# Peer Gynt (Egk)
Peer Gynt ist eine Oper in drei Akten und neun Bildern von Werner Egk (Musik) mit einem Libretto des Komponisten nach dem gleichnamigen Gedicht von Henrik Ibsen. Die Uraufführung erfolgte am 24. November 1938 an der Berliner Staatsoper.

## Handlung

### Vorspiel
Auf einer kahlen Anhöhe betrachtet Peer Gynt eine große schwarze Wolke und träumt davon, sie würde ihn auf ihre Reise mitnehmen. Auf dem Weg zu einer Hochzeitsfeier kommen der Vogt und seine Frau vorbei. Sie halten ihn für einen betrunkenen Taugenichts. Der Schmied ruft ihm zu, dass seine frühere Geliebte Ingrid gleich den Dummkopf Mads heiraten werde. Peer zeigt kein Interesse daran.

### Erster Akt
Erstes Bild: Hofplatz auf Haegstad
Während sich die bereits eingetroffenen Hochzeitsgäste angeregt unterhalten und tanzen, beklagt sich Mads darüber, dass sich seine Braut in ihr Zimmer eingesperrt habe. Peer Gynt trifft ein und sucht vergeblich nach einer Tanzpartnerin. Solveig kommt mit ihren Eltern und ihrer Schwester Klein-Helga und erweckt sogleich seine Aufmerksamkeit, aber auch sie möchte nicht mit ihm tanzen, sondern vertröstet ihn auf später. Als sie jedoch nach einer Weile auf ihn zukommt und seinen Namen erfährt, wendet sie sich erschrocken ab. Peer wird vom Schmied zum Trinken überredet. Er prahlt mit seinen bevorstehenden großen Reisen, in denen er einen Drachen befehligen werde und vom König Englands als Kaiser der Welt begrüßt wird. Die Umstehenden beschimpfen ihn als Lügner. Nur Mads glaubt ihm und bittet ihn, ihm bei der Vermittlung mit Ingrid zu helfen. Die gerade vorbeikommende Solveig lehnt es erneut ab, mit Peer zu tanzen, weil sie ihn für betrunken hält. Peer wird zornig. Er droht, sie als Werwolf im Schlaf zu überfallen, entschuldigt sich aber sofort. Schließlich entschließt er sich, mit Mads zu Ingrid zu gehen. Der Schmied will ihm mit einigen anderen folgen, um ihn zu verprügeln, aber Peers Mutter Aase hält sie davon ab. Ein Gewitter zieht auf. Mads kehrt verwirrt zurück und berichtet, dass Peer Ingrid entführt habe. Alle bewaffnen sich mit Stöcken, um ihn zu verfolgen. Nur Aase bleibt zurück und bittet Gott um Schutz für ihren Sohn.
Zweites Bild: Eine Geröllhalde im Hochgebirge an einem heißen Hochsommertag
Der als Landstreicher verkleidete König der Trolle – der „Alte“ – und seine schludrig gekleidete und mit einer hässlichen Gesichtsmaske versehene Tochter – die „Rothaarige“ – besingen die Vergänglichkeit. Der Alte hat seiner Tochter Peer Gynt zum Ehemann versprochen. Als Aase und Solveig auf der Suche nach Peer vorbeikommem, werden die Trolle unsichtbar. Aase erzählt von Peers Kindheit. Schon damals habe er seine Träume mit der Wirklichkeit verwechselt. Nachdem sie weitergegangen sind, erscheinen Peer und Ingrid. Peer hat inzwischen das Interesse an ihr verloren und stößt sie von sich. Zornig geht Ingrid fort. Die Rothaarige nähert sich Peer und reißt ihn aus seinen Gedanken. Sie weckt sein Interesse, als sie ihm sagt, dass ihr Vater der „Dovrekönig“ sei, aber ihre Hässlichkeit stößt ihn ab. Da verdunkelt sich die Szene kurz, und die Rothaarige verwandelt sich in eine aufreizend schöne Frau. Ein rosa Karussellschwein erscheint, sie steigt in den Sattel und zieht Peer zu sich. Das Schwein versinkt langsam im Boden zum Trollreich.
Drittes Bild: Ein primitiver Saal im Berg des Alten mit einem rohgezimmerten Tisch.
Der Alte erwartet gemeinsam mit den anderen Trollen seine Tochter und Peer, die mit dem Schwein langsam zu Boden sinken. Er fragt Peer, ob er seine Tochter zur Frau nehmen wolle. Peer entgegnet, dass er diese bereits besitze, jetzt aber auch sein Reich bekommen wolle. Die Trolle lachen darüber. Peer wird in ihre Reihen aufgenommen und erhält einen Trollschwanz. Er muss schwören, nie etwas anderes zu tun, als was ihm gerade passe. Unter Beifallsgeschrei und Gesang der Trollhymne erhält Peer Eselsohren und Orden. Zum Abschluss des Rituals muss Peer eine Augenprobe machen. Die Kuh Kitty und der Ziegenbock Kid (ein maskierter Clown) treten auf, und Peer muss sagen, wass er gesehen hat. Weil Peer nichts Schönes an dem Auftritt finden konnte, wollen ihm die Trolle ein Auge ausdrücken und das andere ritzen. Erst dann könne er alles so sehen wie sie. Peer weigert sich und erklärt, auf Braut und Reich verzichten zu wollen. Die Trolle akzeptieren seine Weigerung nicht und fallen über ihn her. In seiner Not ruft Peer Solveig um Hilfe an. Glocken erklingen, und die Trolle verschwinden.
Viertes Bild: Waldlichtung im Hochgebirge mit einer Blockhütte im Hochsommer
Peer stellt seine neugebaute Hütte fertig. Mit einem hölzernen Schloss will er Trolle und anderes Gesindel fernhalten. Solveig, die seinen Ruf gehört hat, erscheint. Sie hat ihre Familie verlassen und will nun für immer bei ihm bleiben. Froh bittet er sie ins Haus. Während er noch Holz fürs Herdfeuer holen will, tritt die Rothaarige in ihrer ursprünglichen hässlichen Gestalt mit einem ebenso hässlichen Jungen aus dem Gebüsch. Sie behauptet, dieser sei Peers Sohn, und besteht darauf, bei ihm bleiben zu können. Es stört sie auch nicht, mit Solveig zusammenzuleben. Peer erkennt, dass er ihr hier nicht entgehen kann und beschließt, zu fliehen. Als Solveig nach ihm ruft, behauptet er, noch im Wald zu tun zu haben. Solveig blickt ihm nach, bis die Sonne untergegangen ist.

### Zweiter Akt
Fünftes Bild: Kai einer mittelamerikanischen Hafenstadt
Fünfzehn Jahre später ist Peer zu Reichtum gekommen. Im Hafen liegt ein großer Schaufelraddampfer mit seinem Namen am Bug. Auf der Terrasse eines Gasthofs erzählt Peer drei Kaufleuten seinen Werdegang: Nachdem er völlig mittellos am Strand angespült worden war, habe er erkannt, dass nicht Mitleid, sondern nur die Tat die Welt regiere. Die Kaufleute stimmen ihm begeistert zu. Der Präsident des Landes kommt auf Peer zu und teilt ihm mit, dass er mit den tausend Kisten Gold an Bord seines Schiffes nicht abreisen dürfe. Peer gibt ihm eine große Geldsumme, worauf der Präsident verspricht dieses „offenbar veraltete“ Gesetz abzuschaffen. Peer fährt mit seiner Erzählung fort: vor zehn Jahren habe er angefangen, mit Bibeln zu handeln, dann aber sein Angebot auf Baumwolle, Alkohol und schließlich Waffen ausgedehnt. Sein Ziel sei es, Kaiser der Welt zu werden. Als er erklärt, beim bevorstehenden Aufstand der Griechen mit seinem Geld nicht deren Kampf für die Freiheit unterstützen zu wollen, sondern die stärkeren Türken, verliert er die Zustimmung der Kaufleute. Während Peer für einen Moment ins Gasthaus geht, begeben sie sich auf sein Schiff und fahren mit dem Gold fort. Peer ruft Gott um Rache an. Das Schiff explodiert und sinkt. Zu spät kehrt der Präsident mit der Nachricht zurück, dass das Gold freigegeben wurde und Peer abreisen dürfe.
Sechstes Bild: Eine Hafenschenke in Mittelamerika
Inmitten wüsten Treibens bedient der Wirt seine Gäste. Er trägt die Züge des Alten. Eine Tänzerin gleicht der Rothaarigen in ihrer schönen Gestalt. Einige Gäste bewundern sie und geraten dabei in handfesten Streit, bei dem ein „Neger“ einen Matrosen niederschlägt und ausraubt. Er übergibt der Tänzerin seine Beute und wird anschließend von den anderen hinausgeworfen. Peer Gynt, der sich nicht für das Geschehen interessiert hat, bleibt alleine mit der Tänzerin und dem Wirt zurück. Als sie ihn nach der Uhrzeit fragt, entgegnet er, es sei „spät, doch nie zu spät zur Liebe“. Er behauptet, noch nie eine andere als sie geliebt zu haben. Zuvor habe es lediglich unreife Kindereien gegeben. Die Tänzerin erklärt, dass er sie nur als seine Kaiserin lieben dürfe. Er selbst solle aber nicht ihr Kaiser sein, sondern sie als Knecht bedienen und ihr jeden Wunsch erfüllen. Peer stimmt zu, und die beiden fallen sich in die Arme. Anschließend ergreift Peer ein Instrument und begleitet sich selbst zu Gesang und Tanz. Die Tänzerin ist müde, verlangt aber zum Abschied ein Taschengeld. Peer übergibt ihr sein gesamtes Geld. Weil dieses nicht ausreicht, verabreicht sie ihm eine Ohrfeige und verschwindet zornig. Erneut hat Peer eine Vision: Die Tänzerin erscheint als Dompteuse einer Raubtiergruppe, deren fünf Mitglieder als Arlecchino, Pagliaccio, Gracioso, Hanswurst und Clown gekleidet sind. Eine Gruppe von Cancan-Tänzerinnen tritt zunächst im Hintergrund auf und stiehlt den fünf Männern allmählich die Schau.

### Dritter Akt
Siebentes Bild: Ein niedergebrannter Wald in Peers Heimat
Drei Wege führen zu je einem schwarzen Vogel, einer Frauengestalt mit starr geschminkten Gesichtern und Vogelmaske. Die drei Vögel philosophieren über das Ziel des menschlichen Lebens. Peer, der nun fünfundvierzig Jahre alt ist, sucht den Weg nach Hause. Nacheinander geht er auf die drei Vögel zu, die ihm jeweils erklären, dass es hier nicht weiter gehe. Sie verspotten ihn damit, seine selbst gesteckten Ziele nicht erreicht zu haben. Weder könne er fliegen, noch sei er vom König Englands empfangen worden, noch herrsche er als Kaiser. Die Vögel verschwinden. An ihrer Stelle erscheint ein schwarzgekleideter Unbekannter mit kalkweißem Gesicht. Er verlangt Peers Leichnam, denn da ihm nichts mehr zu tun bleibe, sei er tot. Peer widerspricht. Er stehe noch am Anfang und wolle nun zu seiner Mutter, die er damals ohne Abschied verlassen hatte. Der Unbekannte teilt ihm mit, dass sie längst tot sei. Auch sein Hof sei bereits versteigert worden, und er selbst gelte offiziell als tot. Der Unbekannte rät Peer, darüber nachzudenken, ob er vielleicht jemanden vergessen habe, der noch auf ihn warte. Peer bitte ihn um Hilfe und wird in das Erdinnere hinabgeführt.
Achtes Bild: Saal im Berg des Alten
Der Alte sitzt mit den Würdenträgern und eine Gruppe schwarzgekleideter „Zeugen“ an einer langen Tafel. Die anderen Trolle sind in einen Haufen zusammengedrängt und rühren sich nicht. Der Alte begrüßt den erschrockenen Peer und verspricht ihm, dass er noch heute gekrönt werde. Die Zeugen seien zusammengekommen, um seine Tüchtigkeit zu bestätigen. Es sind Mads, Ingrid, die Kaufleute und seine Mutter Aase. Sie beklagen sich über Peers Taten. Nur Aase versichert, dass er kein schlechter Mensch sei, obwohl er ihr nie beigestanden und sie schließlich ohne Abschied verlassen habe. Peer bittet sie entsetzt um Vergebung. Die Trolle freuen sich über ihren Sieg. Nun könne er ihnen nicht mehr entkommen. Aase widerspricht und bittet um ein Jahr Aufschub, um jemanden zu finden, der Zeugnis für Peers gute Taten geben könne. Da das Trollgesetz diese Möglichkeit tatsächlich vorsieht, wird Peer vorerst entlassen. Die Trolle sind sich jedoch sicher, ihn zurückzubekommen.
Neuntes Bild: Die Waldlichtung mit Peers Blockhütte
Solveig sitzt singend vor der Hütte. Sie ist zuversichtlich, dass Peer zu ihr zurückkehren wird und segnet ihn in ihrem Lied. Peer und der Unbekannte beobachten sie von Ferne. Weil Peer die Worte nicht verstehen kann, fragt er seinen Begleiter danach. Dieser verdreht ihre Worte und behauptet, Solveig würde ihn verfluchen. Er gibt Peer den Rat, schnell von diesem Ort zu fliehen. Peer ist dennoch entschlossen, bei ihr zu bleiben und die Folgen seines Verhaltens auf sich zu nehmen. Der Unbekannte verschwindet. Peer nähert sich ihr in Erwartung ihres Zorns. Solveig jedoch heißt ihn willkommen und versichert ihm, er sei die ganze Zeit in ihrem Glauben, Hoffen und Lieben bei ihr gewesen. Damit ist Peer erlöst und kann zu Hause ausruhen.

## Entstehungs- und Aufführungsgeschichte
Nach Egks Erfolg mit seiner Oper Die Zaubergeige im Jahr 1935 erhielt er von der Berliner Staatsoper, wo er von 1936 bis 1940 als Kapellmeister wirkte, den Auftrag für eine neue Oper. Im Gegensatz zum volkstümlichen Thema der Zaubergeige wollte er nun ein literarisches Sujet verwenden. Seinen ursprünglichen Plan, diese Oper auf dem biblischen Gleichnis des Verlorenen Sohns zu basieren, gab er schnell auf. Ein Aufsatz von George Bernard Shaw, den dieser anlässlich einer Aufführung von Edvard Griegs Schauspielmusik zu Ibsens dramatischem Gedicht Peer Gynt geschrieben hatte, brachte ihn schließlich auf die Idee, diesen Stoff zu verwenden. Sein Libretto basiert jedoch nicht auf dem Originaltext, sondern auf der deutschen Übersetzung von Ludwig Passarge. Egk schrieb es zwischen Januar und September 1937. Die Partitur schuf er zwischen dem 1. November 1937 und dem 1. September 1938. Bereits vor der Vollendung begann er mit den Proben zur Uraufführung, die am 24. November 1938 in der Berliner Staatsoper stattfand. Über die Entstehung des Werks und die Proben berichtete Egk ausführlich im Programmheft.
Das Werk hatte zunächst nur einen mäßigen Erfolg. Bereits die Uraufführung traf auf politische Widerstände der herrschenden Nationalsozialisten. Die Presse warf ihm vor, die Dreigroschenoper plagiiert und in bestimmten Passagen groteske Harmonien und Orchestrierungen verwendet zu haben. Diese Einschätzung änderte sich jedoch nach einem Besuch Adolf Hitlers, der Egk persönlich gratulierte. Nach einer weiteren Produktion in Frankfurt am Main von 1940 wurde das Werk jedoch erneut als von der „Negermusik“ beeinflusst abgelehnt und während der Zeit des Dritten Reichs nicht mehr gespielt. Erst ab 1952 gab es erfolgreiche Aufführungen in München, Braunschweig (1953), Berlin (1954), Lübeck (1955), Krefeld/Mönchengladbach (1959) und Bern (1966).
1981 entstand eine Studio-Aufnahme der Oper mit dem Münchner Rundfunkorchester und dem Chor des Bayerischen Rundfunks unter der Leitung von Heinz Wallberg, die auf Schallplatte und später auch auf CD veröffentlicht wurde. Als Gesangssolisten wirkten u. a. Roland Hermann (Peer Gynt), Norma Sharp (Solveig), Cornelia Wulkopf (Aase), Janet Perry (Ingrid), Heiner Hopfner (Mads), Hans Hopf (Der Alte), Peter Lika (Präsident), Kari Lövaas (Die Rothaarige) und Waldemar Wild (Unbekannter) mit.
Eine international beachtete Aufführung fand im Februar 1982 an der Bayerischen Staatsoper München unter der Leitung von Wolfgang Sawallisch statt. Darin sangen u. a. Hermann Becht (Peer Gynt), Lilian Sukis (Solveig), Astrid Varnay (Aase), Marianne Seibel (Ingrid), Ferry Gruber (Mads), Horst Hiestermann (Der Alte) und Cheryl Studer (Die Rothaarige). Ein Audio-Mitschnitt ist auf YouTube zu finden.
Ab 2014 gab es Aufführungen am Staatstheater Cottbus mit Andreas Jäpel als Peer Gynt.
Die Produktion aus 2015 des Staatstheaters Braunschweig in der Regie von Dietrich Hilsdorf und mit Peter Bording in der Titelpartie wurde 2016 nominiert für den International Opera Award in der Kategorie „Wiederentdeckung des Jahres“. Im Februar 2017 wurde die Oper unter der musikalischen Leitung von Leo Hussain in einer Inszenierung von Peter Konwitschny mit Bo Skovhus (Peer Gynt) und Maria Bengtsson (Solveig/Die Rothaarige) im Theater an der Wien aufgeführt.

## Gestaltung

### Musik
Die Musik von Egks Oper enthält verschiedenste Elemente. Neben lyrischen Szenen gibt es wilde Tänze und oszillierende Klangfarben. Der Orchestersatz ist kraftvoll, aber äußerst kunstfertig. Melodiöse Haltepunkte und Farbtupfer sorgen für die jeweils passende Atmosphäre. Die Partitur ist durchkomponiert, aber dennoch lassen sich einzelne Nummern abgrenzen. Die Trollhymne ist eine Nachbildung des protestantischen Chorals. Die Musik der Trolle, des Präsidenten, der Kaufleute und der Vögel hat ihr Vorbild in den Songs Kurt Weills.

### Libretto
Für sein Libretto straffte Egk den Text deutlich. Er reduzierte die ursprüngliche Anzahl von fünf Akten auf drei, strich einige Szenen wie die Kairo-Episoden vollständig und verringerte auch die Anzahl der Charaktere. Die Szenen mit den Kaufleuten verlegte er von Marokko nach Mittelamerika. Die Gerichtsszene des achten Bilds hat keine Entsprechung in der literarischen Vorlage. Aus dem ursprünglichen Gedankendrama Ibsens wurde ein vereinfachtes Handlungsdrama mit einem Schwerpunkt auf dem Konflikt zwischen der bösen Trollwelt und der guten Welt Solveigs.
Die Interpretation des Werks im Kontext des Nationalsozialismus ist umstritten. Insbesondere die Frage, wen Egk mit den Trollen meinte, führte zu unterschiedlichen Aussagen. Während der Kreis um Egk selbst die Ansicht vertrat, dass sie die Nazi-Herrscher darstellten, gibt es auch die gegenteilige Meinung, sie stünden für die sogenannten „rassisch unterlegenen“ Völker, insbesondere die Juden. Peter Czerny identifizierte das Trollreich in seinem 1981 in Ostberlin erschienenen Opernbuch gar „unschwer als die profitgierige Welt des Kapitalismus“.